# Nejla Işık
Nejla Işık és una activista mediambiental i líder de la comunitat turca que ha participat en els esforços per prevenir la desforestació al bosc d'Akbelen. Va ser escollida com a mukhtar d’İkizköy el 2024 i va ser reconeguda internacionalment pel seu paper en la defensa del medi ambient.

## Carrera
Işık va sorgir com a activista mediambiental i líder comunitari a İkizköy. Es va implicar en la resistència contra la desforestació del bosc d'Akbelen, que havia estat destinat a activitats mineres de carbó pel Ministeri d'Agricultura i Silvicultura per subministrar centrals elèctriques properes, com Kemerköy o Yeniköy. Aquesta resistència, coneguda com la Resistència d'Akbelen, va començar el 2017 quan el bosc s'enfrontava a les amenaces dels projectes miners en expansió.
El 2019, Işık, juntament amb altres activistes, va iniciar una vigilància per prevenir la desforestació. Els seus esforços van incloure accions legals i protestes. El 2023, el moviment va experimentar intensos enfrontaments amb les autoritats i la companyia minera, incloses multes i altres mesures dissuasives. Després d'aquestes lluites, una decisió judicial el 2024 va cancel·lar els plans d'expropiació de terres per continuar explotant la mineria.
El 31 de març de 2024, Işık va ser escollida com a mukhtar d'İkizköy, guanyant contra el seu candidat rival per 93 a 71 vots. La seva candidatura va comptar amb el suport del Comitè de Medi Ambient d'İkizköy que anteriorment va presidir i impulsada pel seu compromís de resistir els projectes miners que amenacen la zona. El seu lideratge ha estat marcat per un activisme continuat, incloent discursos públics que advocaven per la preservació dels recursos naturals i culturals locals.
El desembre de 2024, Işık va ser nomenada una de les 100 dones del 2024 de la BBC sota la categoria de pioneres del clima. La llista va destacar la seva lluita de cinc anys per protegir el bosc d'Akbelen i la seva resiliència davant l'oposició tant d'actors empresarials com estatals.

## Vida personal
A partir del 2024, Işık és mare de dos fills d'uns 20 anys i pertany a una família que va participar activament en la Resistència d'Akbelen, inclosos membres de la generació més gran dels 80 anys.